# Rascafría
Rascafría – miasto w Hiszpanii we wspólnocie autonomicznej Madryt, w północno-zachodniej części regionu, 94 km od Madrytu. Znajduje się tu Klasztor El Paular. Miejscowość turystyczno - wypoczynkowa z charakterystyczną architekturą dla obszarów górskich Sierra de Guadarrama. Powstanie miasta sięga średniowiecza i wiąże się z ponownym zaludnianiem gór przeprowadzanym przez gangi Segowii.